# Regionalizacja fizycznogeograficzna Węgier
Regionalizacja fizycznogeograficzna Węgier według uniwersalnej dziesiętnej regionalizacji fizycznogeograficznej Europy oraz według geografii węgierskiej są zbieżne co do liczby i obszaru wyróżnianych jednostek fizycznogeograficznych. Regionalizacja węgierska jest doprowadzona do znacznie niższego stopnia podziału, a oznaczenia liczbowe, którymi się posługuje, są odmienne od uniwersalnych. Różnice między regionalizacją węgierską a uniwersalną wynikają głównie z dopasowania regionalizacji węgierskiej, która jest ograniczona do terytorium samych tylko Węgier, do regionalizacji uniwersalnej, obejmującej również terytoria innych państw.
Terytorium dzisiejszych Węgier niemal w całości leży w regionie karpackim, jedynie drobne przygraniczne skrawki na zachodzie należą do regionu alpejskiego. Regionalizacja węgierska nie wyodrębnia terenów należących do Alp, lecz włącza je do zbiorczego regionu krain brzeżnych Zachodnich Węgier. Inne rozbieżności zostały wskazane niżej.

## 4Region alpejski

### 43Alpy

#### 435Centralne Alpy Wschodnie
- Góry Soprońskie (Soproni-hegység)
- wzgórza nad Jeziorem Nezyderskim (Fertőmelléki-dombság)
- kotlina Sopronu (Soproni-medence)
- wzgórza Kőszeg (Kőszegi-hegység)
- wzgórza Vas i podgórze Kőszeg (Vas-hegy és Kőszeghegyalja)

#### 437Pogórze Styryjskie
- równina Pinki (Pinka-sík)
- górny Őrség (Felső-Őrség)
- płaskowyż Vas (Vasi-Hegyhát)

## 5Region karpacki

### 51Karpaty Zachodnie

#### 515-517Wewnętrzne Karpaty Zachodnie

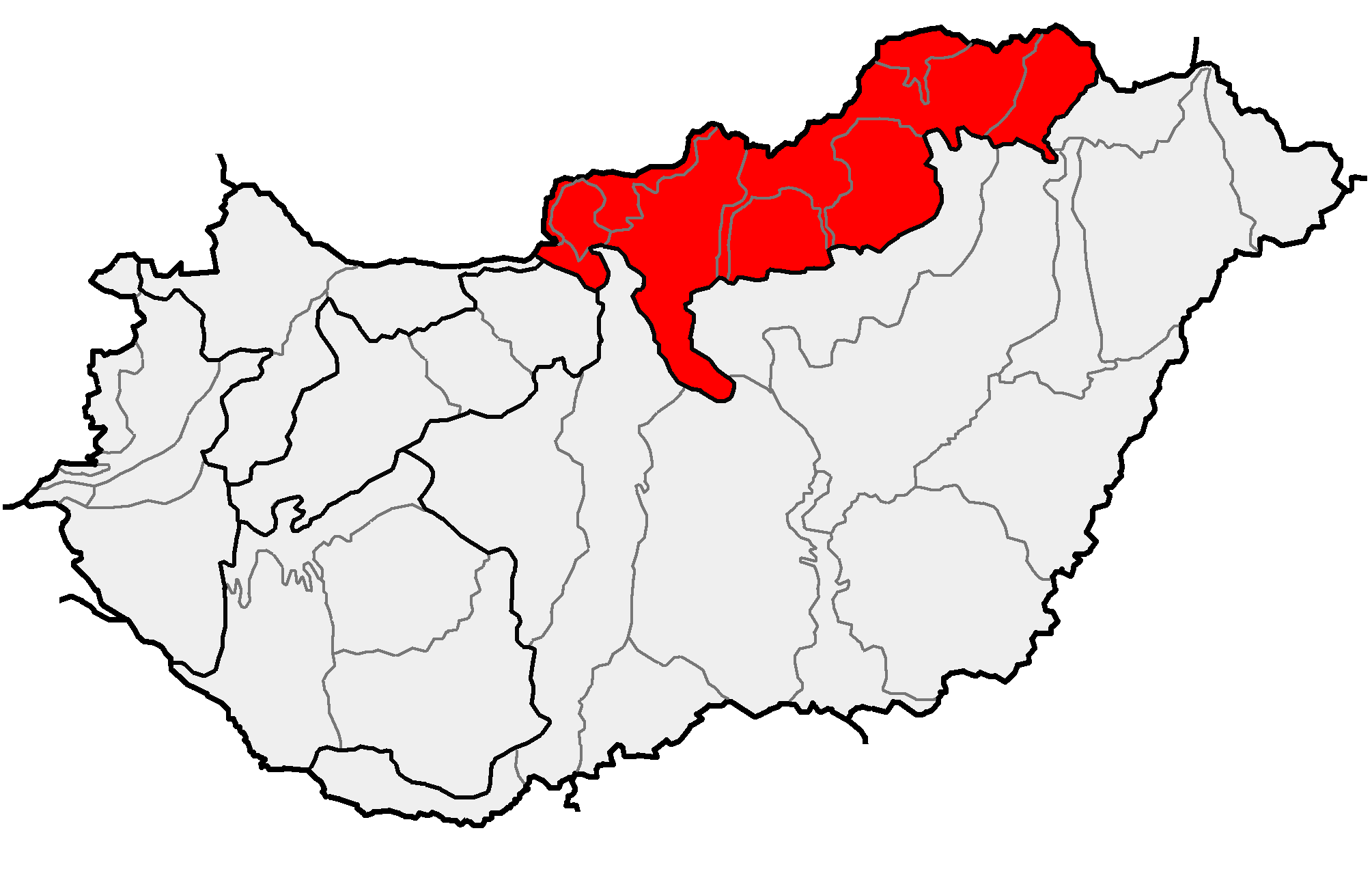
Északi-középhegység – Wewnętrzne Karpaty Zachodnie na terenie Węgier wraz z doliną Hornadu, wzgórzami Gödöllő i Monor-Irsa oraz Górami Wyszehradzkimi

516.1 Kotlina Południowosłowacka (Észak-magyarországi medencék)
516.12 Kotlina Ipelska
- dolina dolnej Ipoli (Alsó-Ipoly-völgy)
- dolina środkowej Ipoli (Középső-Ipoly-völgy)
- kotlina Nogradu (Nógrádi-medence)

516.15 Kotlina Borsod (nie wydzielana jako odrębna jednostka), w jej miejscu dolina Sajó (Sajó-völgy)
516.2 Kras Słowacko-Węgierski (Aggtelek–Rudabányai-hegyvidék)
- kras Aggtelek (Aggteleki-karszt / Aggteleki-hegység)
- wzgórza Alsó (Alsó-hegy)
- wzgórza Rudabánya (Rudabányai-hegység)
- wzgórza Szalonna (Szalonnai-hegység)
- dolina Bodvy (Bódva-völgy)
- wzgórza Torna (Tornai-dombság)

516.3 wyżyna Cserehát
- dolina Zagyvy (Zagyva-völgy)
- płaskowyż Medves (Medves-fennsík|Medves-vidék)
- wzgórza górnej Tarny (Felső-Tarnai-dombság)
- dolina Tarny (Tarna-völgy)
- kotlina Ózd-Egercsehi (Ózd–Egercsehi-medence)
- wzgórza Pétervásár (Pétervásári-dombság)
- wzgórza Putnok (Putnoki-dombság)
- góry wyspowe Szendrő (Szendrői-rögvidék)
- kotlina Rakacy (Rakacai-völgymedence)
- wschodni Cserehát (Keleti-Cserehát)
- zachodni Cserehát (Nyugati-Cserehát)

516.4 Kotlina Koszycka (nie wydzielana jako odrębny region, włączana do wzgórz Cserehát)
517.1 Góry Tokajsko-Slańskie (Tokaj–Zempléni-hegyvidék)
- środkowy Zemplin (Központi-Zemplén)
- podgórze Abaúj (Abaúji-Hegyalja)
- góra Tokaj (Kopasz-hegy / Tokaji-hegy)
- wzgórza Szerencs (Szerencsi-dombság)
- podgórze tokajskie (Tokaj-hegyaljai borvidék / Hegyalja)
- wzgórza Hegyköz (Hegyközi-dombság)
- wzniesienia Vitány (Vitányi-rögök)

(517.2-5 Średniogórze Północnowęgierskie – Északi-középhegység)
517.2 Góry Bukowe (Bükkvidék)
- płaskowyż Bükk (Bükk-fennsík)
- północny Bükk (Északi-Bükk)
- południowy Bükk (Déli-Bükk)
- kotlina Tárkány (Tárkányi-medence)
- podgórze egerskie (Egri-Bükkalja)
- podgórze miszkolckie (Miskolci-Bükkalja)
- wzgórza Tardona (Tardonai-dombság)
- góry Uppony (Upponyi-hegység)

517.3 Matra (Mátravidék)
- wysoka Matra (Magas-Mátra)
- zachodnia Matra (Nyugati-Mátra)
- południowa Matra (Déli-Mátra)
- wschodnie podgórze Matry (Keleti-Mátraalja)
- zachodnie podgórze Matry (Nyugati-Mátraalja)
- podnóże Matry (Mátralába)
- kotlina Parád–Recsk (Parád–Recski-medence)

517.4 pogórze Cserhát (Cserhátvidék)
- wzgórza Kosd (Kosdi-dombság)
- wzgórza Nézsa–Csővár (Nézsa–Csővári-dombság)
- środkowy Cserhát (Központi-Cserhát)
- dolina Galgi (Galga-völgy)
- wzgórza Ecskend (Ecskendi-dombság)
- podgórze Cserhát (Cserhátalja)
- wzgórza Terény (Terényi-dombság)
- wzgórza Szécsény (Szécsényi-dombság)
- wzgórza Karancs (Karancs)
- wzgórza Litke-Etes (Litke–Etesi-dombság)

517.5 góry Börzsöny
- środkowe Börzsöny (Központi-Börzsöny)
- kotlinki Börzsöny (Börzsönyi-kismedencék)
- brzeżne Börzsöny (Börzsönyi-peremhegység)

### 55Kotlina Panońska

#### 551Kotlina Zachodniopanońska
551.2 Wschodnie przedgórze Alp (w węższym znaczeniu Alpokalja, w szerszym znaczeniu Nyugat-magyarországi peremvidék)

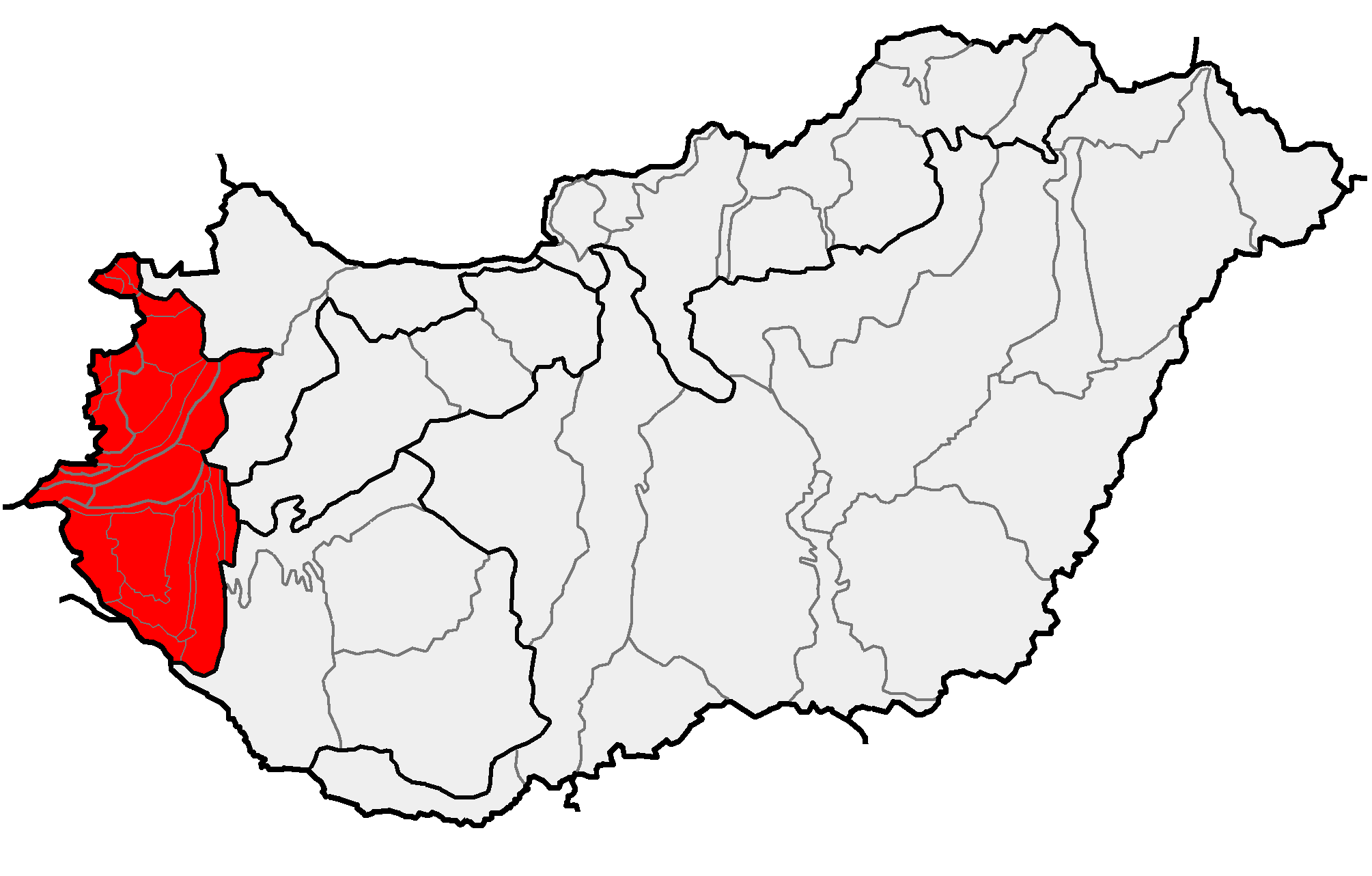
Wschodnie przedgórze Alp – Alpokalja (wraz z pasmami Alp właściwych)

- równina Vas-Sopron (Vas–Soproni-síkság / Sopron–Vasi-síkság)

- równina Ikvy (Ikva-sík)
- równina Répce (Répce-sík)
- równina Gyöngyös (Gyöngyös-sík)
- równina terasowa Ráby (Rábai teraszos sík)
- dolina Ráby (Rába-völgy)

- grzęda Kemeneshát (Kemeneshát)

- górny Kemeneshát (Alsó-Kemeneshát)
- dolny Kemeneshát (Felső-Kemeneshát)

- wzgórza Zala (Zalai-dombság/Zalai-dombvidék)

- dolina dolnej Zali (Felső-Zala-völgy)
- kraina Kerki (Kerka-vidék / Hetés)
- wzgórza nad środkową Zalą (Közép-Zalai-dombság / Göcsej)
- wzgórza Egerszeg-Letenye (Egerszeg–Letenyei-dombság)
- dolina Principális (Principális-völgy)
- grzbiet Zalaapáti (Zalaapáti-hát)
- dolina górnej Zali (Alsó-Zala-völgy)
- grzbiet Zalavár (Zalavári-hát)
- równina lewobrzeżnej Mury (Mura bal parti sík)

551.3 Mała Nizina Węgierska (Kisalföld)
- kotlina Győr (Győri-medence)

- wyspa Szigetköz (Szigetköz)

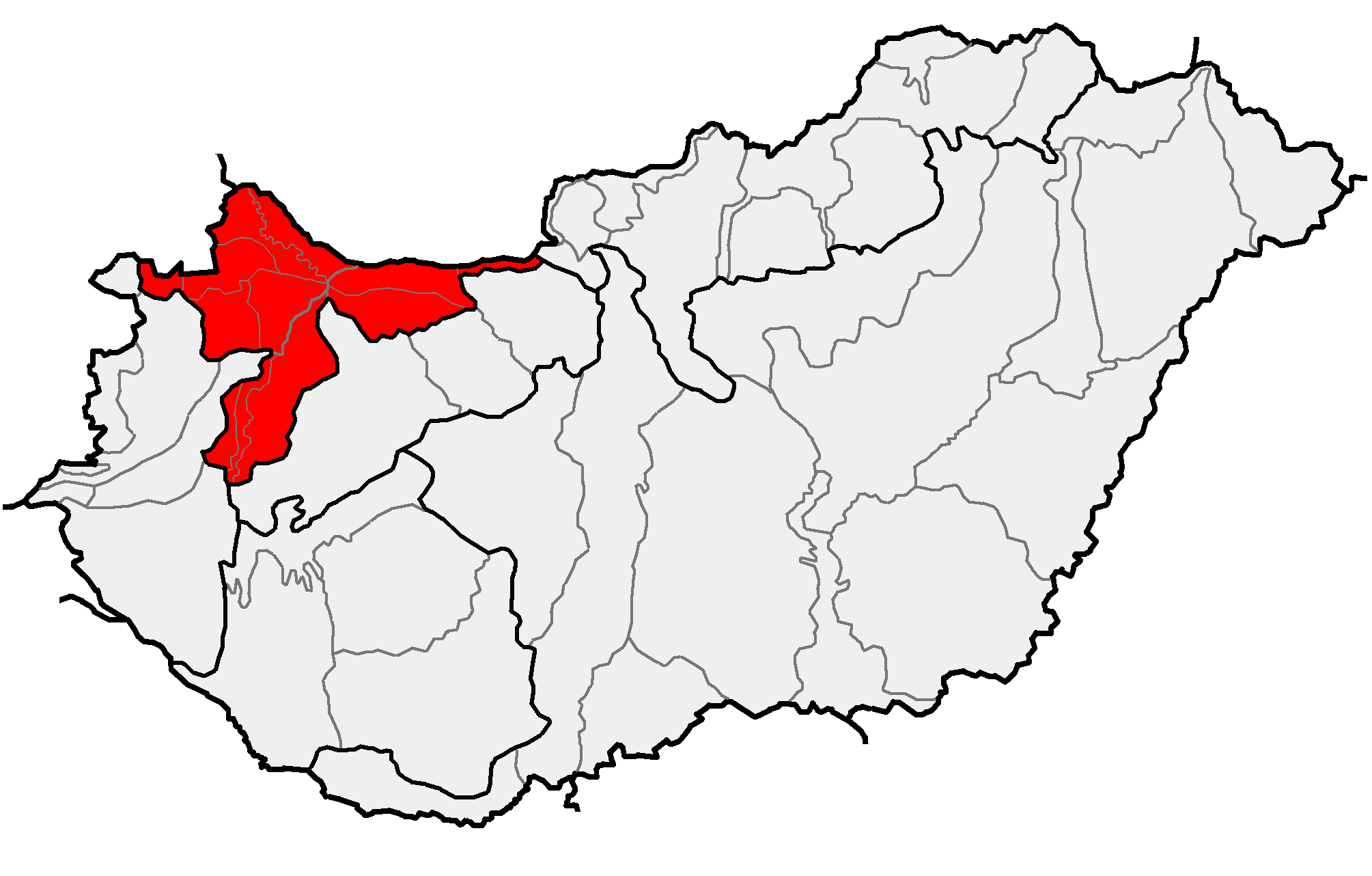
Mała Nizina Węgierska – Kisalföld

- równina Moson (Mosoni-síkság / Mosoni-sík)
- kotlina Jeziora Nezyderskiego (Fertő-medence)
- równina Hanság (Hanság)
- równina Kapuvár (Kapuvári-sík)
- równina Csorna (Csornai-sík)

- kotlina Marcal (Marcal-medence)

- dolina Marcal (Marcal-völgy)
- podgórze Kemenes (Kemenesalja)
- równina Pápa–Devecser (Pápa–Devecseri-sík)

- równina Komárom–Esztergom (Komárom–Esztergomi-síkság)

- terasy Győr–Tata (Győr–Tatai-teraszvidék)
- kotlina Igmánd–Kisbér (Igmánd–Kisbéri-medence)
- dolina Dunaju od Almás do Tát (Almás–Táti-Duna-völgy)

#### 552Średniogórze Zadunajskie(Dunántúli-középhegység)
552.1 Las Bakoński (Bakonyvidék)
- grupa Tátika (Tátika-csoport)

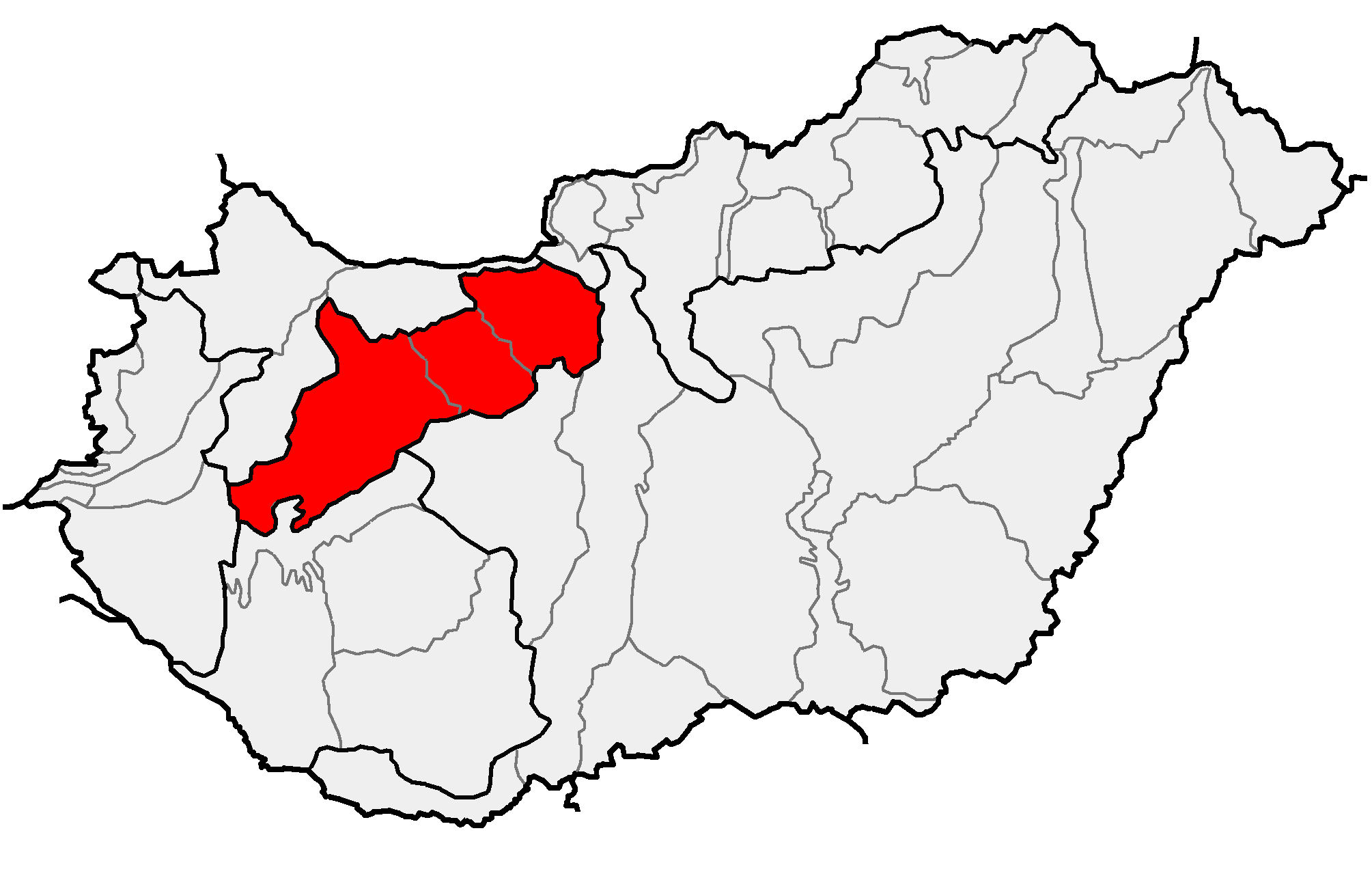
Średniogórze Zadunajskie – Dunántúli-középhegység (bez Gór Wyszehradzkich)

- płaskowyż Keszthely (Keszthelyi-fennsík)
- grupa Badacsony–Gulács (Badacsony–Gulács-csoport)
- wyżyna i kotlinki nad Balatonem (Balaton-felvidék és kismedencéi)
- wzgórza Vilonya (Vilonyai-hegyek)
- kotlina Veszprém–Nagyvázsony (Veszprém–Nagyvázsonyi-medence)
- grupa Kab-hegy–Agártető (Kab-hegy–Agártető-csoport)
- grzbiet Sümeg–Tapolca (Sümeg–Tapolcai-hát)
- podgórze Devecser (Devecseri-Bakonyalja)
- stare Bakony (Öreg-Bakony)
- kotlinki bakońskie (Bakonyi-kismedencék)
- wschodnie Bakony (Keleti-Bakony)
- baseny Veszprém–Devecser (Veszprém–Devecseri-árok)
- podgórze Pápa (Pápai-Bakonyalja)
- wzgórza Sokoró (Sokorói-dombság / Pannonhalmi-dombság)
- podgórze Súr (Súri-Bakonyalja)

552.2 góry Wertesz i Velence (Vértes–Velencei-hegyvidék)
- kraina Bársonyos (Bársonyos)
- dolina Által-ér (Által-ér-völgy)
- baseny Mór (Móri-árok)
- płaskowyż Vértes (Vértes-fennsík)
- brzeżny Vértes (Vértes peremvidéke)
- kotlina Gánt (Gánti-medence)
- kotlina Zámoly (Zámolyi-medence)
- grzbiet Söréd (Sörédi-hát)
- grzbiet Lovasberény (Lovasberényi-hát)
- wzgórza Velence (Velencei-hegység)

552.3 Góry Zakola Dunaju (Dunazug-hegyvidék)
- zachodnie Gerecse (Nyugati-Gerecse)
- środkowe Gerecse (Központi-Gerecse)
- wschodnie Gerecse (Keleti-Gerecse)
- kotlinki Gerecse (Gerecsei kismedencék)
- wzgórza Etyek (Etyeki-dombság)
- kotlina Zsámbék (Zsámbéki-medence)
- Góry Budzińskie (Budai-hegység / Budai-hegyek)
- płaskowyż Tétény (Tétényi-fennsík)
- kotlina Budaörs i Budakesz (Budaörsi- és Budakeszi-medence)
- góry Pilis (Pilisi-hegyek)
- kotliny Pilis (Pilisi medencék)

- Góry Wyszehradzkie (Visegrádi-hegység; w geografii węgierskiej zaliczane do Średniogórza Północnowęgierskiego)

- wyszehradzkie Zakole Dunaju (Visegrádi-Dunakanyar)
- właściwe Góry Wyszehradzkie (Visegrádi-hegység)

#### 553Wysoczyzny Zadunajskie(Dunántúli-dombság)

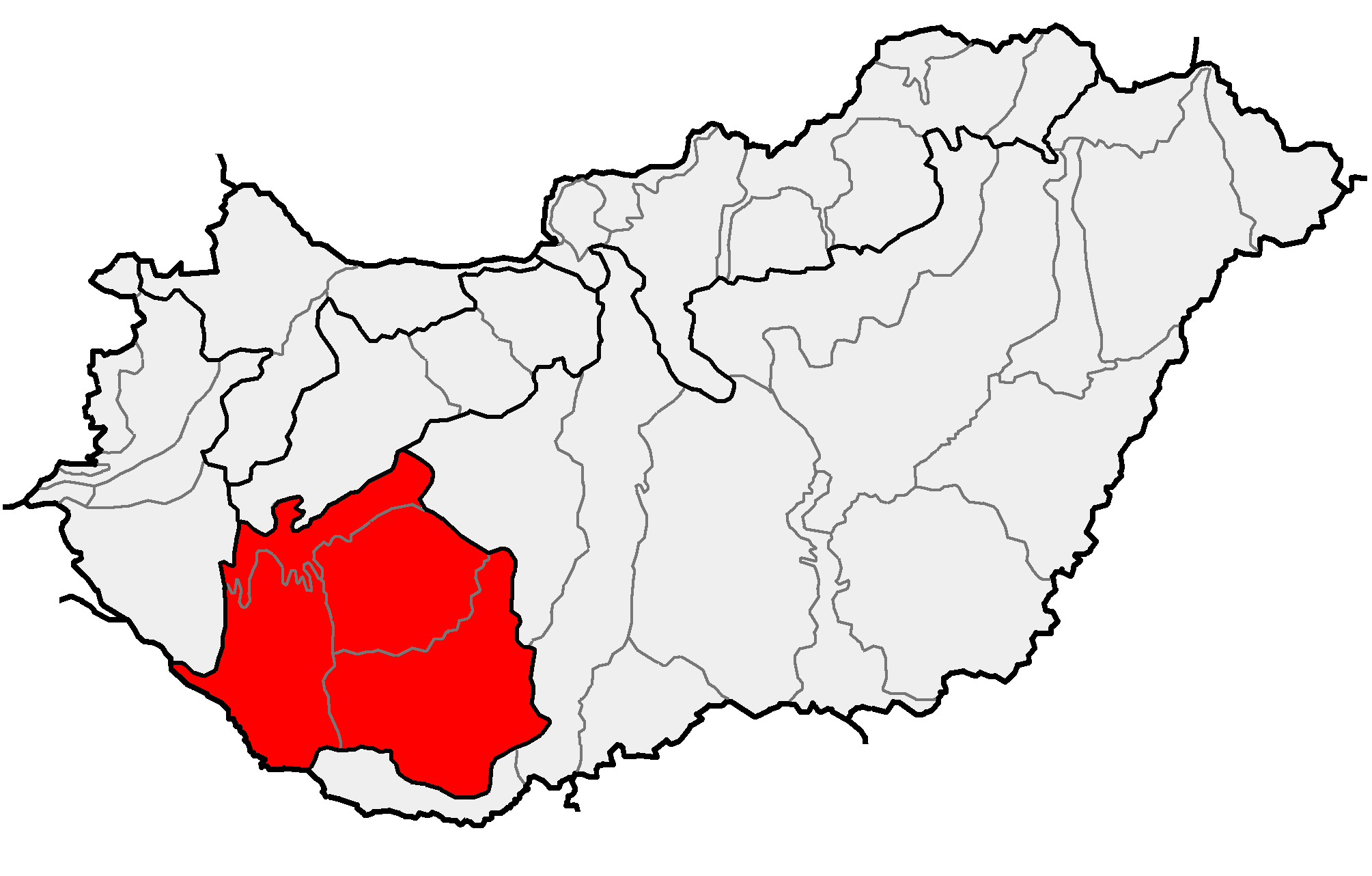
Wysoczyzny Zadunajskie – Dunántúli-dombság

553.1 Niecka Balatońska (Balaton-medence)
- kotlina Małego Balatonu (Kis-Balaton-medence)
- kraina Nagyberek (Nagyberek)
- nadbrzeżna równina Somogy (Somogyi parti sík)
- jezioro Balaton (Balaton)
- riwiera balatońska (Balatoni-riviéra)
- kotlina Tapolcy (Tapolcai-medence)
- riwiera Keszthely (Keszthelyi-riviéra)

553.2 wysoczyzna Somogy (Somogy)
- Wysokie Somogy (Külső-Somogy)

- zachodnie Wysokie Somogy (Nyugat-Külső-Somogy)
- wschodnie Wysokie Somogy (Kelet-Külső-Somogy)
- południowe Wysokie Somogy (Dél-Külső-Somogy)

- Niskie Somogy (Belső-Somogy)

- grzbiet Marcal (Marcali-hát)
- wschodnie Niskie Somogy (Kelet-Belső-Somogy)
- zachodnie Niskie Somogy (Nyugat-Belső-Somogy)
- dolina środkowej Drawy (Közép-Dráva-völgy)

553.3 Mecsek i wysoczyzna Tolna-Baranya (Mecsek és Tolna–Baranyai-dombvidék)
- góry Mecsek (Mecsek-hegység)
- pasmo Baranyi (Baranyai-Hegyhát)
- kraina Völgység (Völgység)
- wzgórza Tolna (Tolnai-Hegyhát)
- wzgórza Szekszárd (Szekszárdi-dombság)
- równina Peczu (Pécsi-síkság)
- wzgórza Geresd (Geresdi-dombság)
- góry Villány (Villányi-hegység)
- wzgórza południowej Baranyi (Dél-Baranyai-dombság)
- północny Zselic (Észak-Zselic)
- południowy Zselic (Dél-Zselic)

#### 554-555Wielka Nizina Węgierska(Alföld)

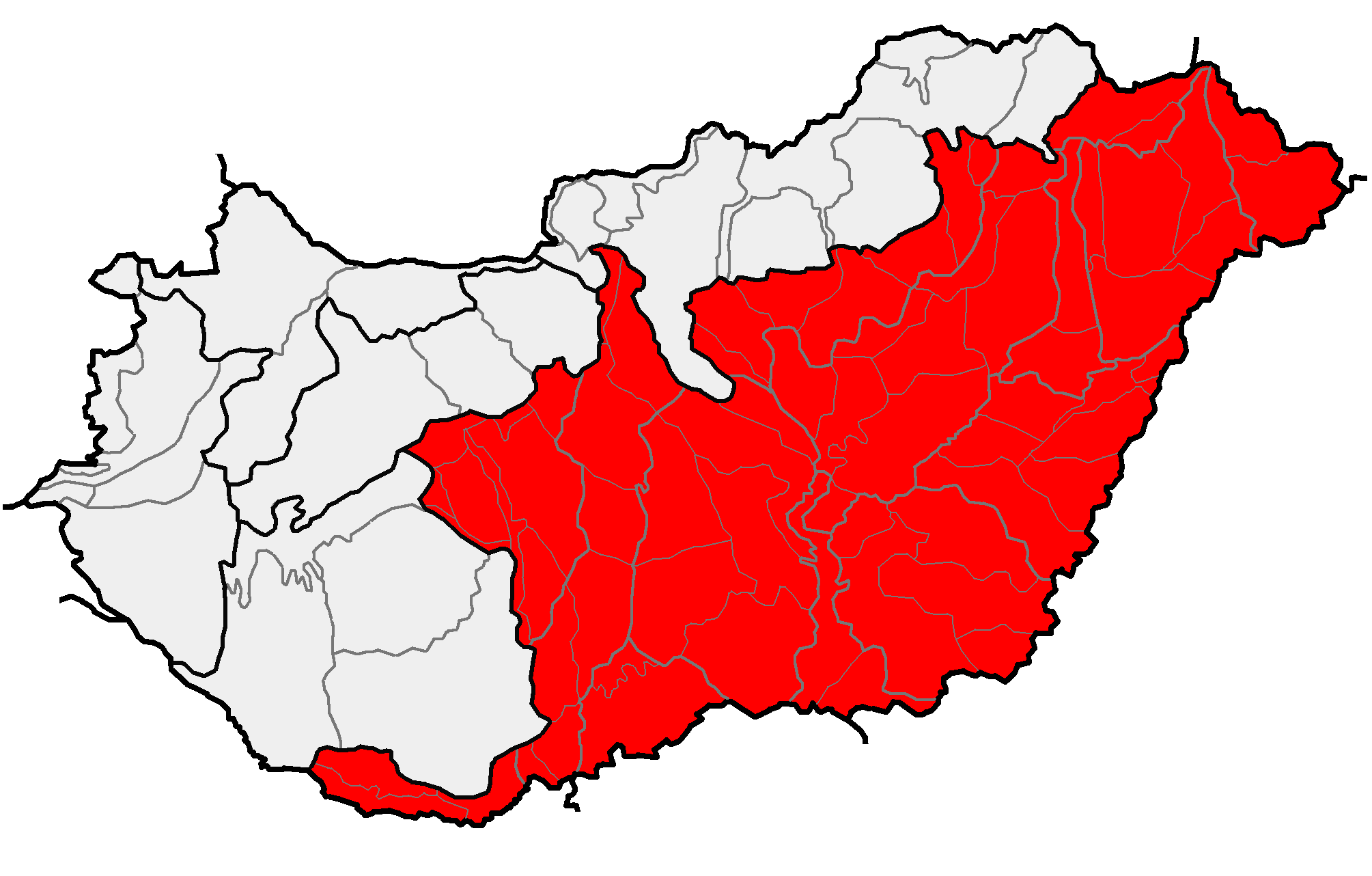
Wielka Nizina Węgierska – Alföld (bez doliny Hornadu oraz wzgórz Gödöllő i Monor-Irsa)

554.1 Podgórze Północnowęgierskie (Észak-alföldi-hordalékkúpsíkság)
- wzgórza Gödöllő (Gödöllői-dombság)
- wzgórza Monor-Irsa (Monor–Irsai-dombság)
- równina Hatvan (Hatvani-sík)
- kraina Tápió (Tápió-vidék)
- równina Gyöngyös (Gyöngyösi-sík)
- równina Heves (Hevesi-sík)
- Pole Borszodzkie (Borsodi-Mezőség)
- równina Sajó i Hornadu (Sajó–Hernád-sík)
- kraina (Harangod)

554.2 równina Mezőföld ( Mezőföld)
- grzbiety Érd–Ercs (Érd–Ercsi-hátság)
- dolina Váli-víz (Váli-víz síkja)
- środkowy Mezőföld (Közép-Mezőföld)
- kotlina Velence (Velencei-medence)
- kraina Sárrét (Sárrét)
- dolina Sárvíz (Sárvíz-völgy)
- południowy Mezőföld (Dél-Mezőföld)
- grzbiet Enying (Enyingi-hát)
- grzbiety lessowe Káloz–Igar (Káloz–Igari-löszhátak)
- dolina Sió (Sió-völgy)

554.3 Dolina środkowego Dunaju (Dunamenti-síkság)
- dolina Dunaju od Vác do Pesztu (Vác–Pesti-Duna-völgy)
- podgórze peszteńskie (Pesti-hordalékkúpsíkság)
- równina Csepel (Csepeli-sík)
- równina Solt (Solti-sík)
- kaloczański Sárköz (Kalocsai-Sárköz)
- tolnajski Sárköz (Tolnai-Sárköz)
- wyspa Mohacz (Mohácsi-sziget)
- równina terasowa Mohacza (Mohácsi teraszos sík)

554.4 Międzyrzecze Dunaju i Cisy (Duna–Tisza közi síkvidék)
- równina Gerje-Perje (Gerje–Perje-sík)
- wydmy Pilis–Alpári (Pilis–Alpári-homokhát)
- wydmy Małej Kumanii (Kiskunsági-homokhát)
- wydmy Bugac (Bugaci-homokhát)
- wydmy Dorozsma–Majsa (Dorozsma–Majsai-homokhát)
- grzbiet lessowy Małej Kumanii (Kiskunsági löszös hát)

554.5 równina Baczki (Bácskai-síkvidék)
- wysoczyzna Illancs (Illancs)
- równina lessowa Baczki (Bácskai löszös síkság)

554.6 Nizina Cisańska
- dolina Hornadu (Hernád-völgy) (w geografii węgierskiej zaliczana do Średniogórza Północnowęgierskiego)
- kraina Szerencs (Szerencsköz) (jw.)

- kraina górnej Cisy (Felső-Tisza-vidék)

- kraina Bodrogköz (Bodrogköz)
- kraina Rétköz (Rétköz)

- kraina środkowej Cisy (Közép-Tisza-vidék)

- kraina Takty (Taktaköz)
- dolina zalewowa Borsod (Borsodi-ártér)
- dolina zalewowa Heves (Hevesi-ártér)
- dolina zalewowa Szolnok (Szolnoki-ártér)
- równina Jazygii (Jászság)
- równina Tiszafüred–Kunhegyes (Tiszafüred–Kunhegyesi-sík)
- równina Szolnok–Túr (Szolnok–Túri-sík)
- zakole Cisy (Tiszazug)
- równina Hortobágy (Hortobágy)

- kraina dolnej Cisy (Alsó-Tisza-vidék)

- ujście Maruszy (Marosszög)
- dolina dolnej Cisy (Dél-Tisza-völgy)

- kraina Hajdúság (Hajdúság)

- grzbiet Hajdú (Hajdúhát)
- południowy Hajdúság (Dél-Hajdúság)

- kraina Berettyó i Kereszu (Berettyó–Körös-vidék)

- równina Dévaványa (Dévaványai-sík)
- bagna Wielki Sárrét (Nagy-Sárrét)
- międzyrzecze Berettyó i Kálló (Berettyó-Kálló köze)
- grzbiet lessowy Érmellék (Érmelléki löszös hát)
- równina Bihar (Bihari-sík)
- bagna Mały Sárrét (Kis-Sárrét)
- równina nad Kereszem (Körös menti sík)

- międzyrzecze Kereszu i Maruszy (Körös–Maros köze)

- grzbiet Csanád (Csanádi-hát)
- grzbiet Békés (Békési-hát)
- równina Békés (Békési-sík)
- równina Csongrád (Csongrádi-sík)
- ujście Kereszu (Körösszög)

554.7 wysoczyzna Nyírség (Nyírség)
- środkowy Nyírség (Közép-Nyírség)
- północno-wschodni Nyírség (Északkelet-Nyírség)
- południowo-wschodni Nyírség (Délkelet-Nyírség)
- południowy Nyírség (Dél-Nyírség)
- zachodni (lessowy) Nyírség (Nyugati-Nyírség / Löszös-Nyírség)

554.8 Równina Satmarska (nie wyróżniana, zaliczana do krainy górnej Cisy)
- równina Bereg (Beregi-sík)
- równina Szatmár (Szatmári-sík)

555.1 Nizina Drawska (Drávamenti-síkság)
- równina Drawy (Dráva-sík)
- równina Fekete-víz (Fekete-víz síkja)
- równina Nyárád–Harkány (Nyárád–Harkányi-sík)

### Źródła
- Jerzy Kondracki W sprawie fizycznogeograficznego podziału Europy w klasyfikacji dziesiętnej, „Przegląd Geograficzny” tom XXXVII, z.3, 1965, s. 539–547
- Jerzy Kondracki Podstawy regionalizacji fizycznogeograficznej, Państwowe Wydawnictwo Naukowe, Warszawa 1969
- Jerzy Kondracki Karpaty, wydanie drugie poprawione, Wydawnictwa Szkolne i Pedagogiczne, Warszawa 1989, ISBN 83-02-04067-3.
- Jerzy Kondracki Fizycznogeograficzna regionalizacja Czech, Słowacji, Węgier i Rumunii w układzie dziesiętnym, „Przegląd Geograficzny”, tom LXVIII, z 3-4, 1996, s. 457–466